# Hörnefors
Hörnefors ist ein Ort (tätort) in der schwedischen Gemeinde Umeå, die zur Provinz Västerbottens län gehört. Die Siedlung liegt ungefähr 30 km südlich von Umeå und hat etwa 2500 Einwohner.
Der Ort entstand als Hörenåbruk im Zusammenhang mit einer Eisenhütte. Im 18. Jahrhundert gab es einen Hochofen und eine Schmiede. Zum Ende des 19. Jahrhunderts wurde die Produktion eingestellt, doch ein Schlackeberg und der Ortsteich erinnern noch an diese Zeit. Später war die Erzeugung von Holzschliff und Papier bedeutend für die örtliche Wirtschaft, doch auch diese wurde in den 1970er Jahren eingestellt.
Der Ort war am 5. Juli 1809 Austragungsort einer Schlacht des Russisch-Schwedischen Krieges. Die Schlacht wurde von der russischen Seite unter großen Verlusten gewonnen, doch sie bildete einen Wendepunkt des Krieges, da die zurückweichenden Schweden neuen Mut schöpften und in den folgenden Schlachten konterten.
Zusätzlich bekannt ist der Ort durch die Fußball spielenden Brüder, Gunnar Nordahl, Knut Nordahl und Bertil Nordahl, die in das schwedische Team eingingen, das 1948 bei den Olympischen Spielen in London die Goldmedaille gewann.

## Persönlichkeiten
- Bertil Nordahl (1917–1998), Fußballspieler
- Knut Erik Alexander Nordahl (1920–1984), Fußballspieler
- Nils Lundh (1921–2005), Skispringer
- Gunnar Nordahl (1921–1995), Fußballspieler
- Gösta Nordahl (1928–2003), Fußballspieler
- Anita Gradin (1933–2022), Politikerin